# Gianluigi Gabetti
Gianluigi Gabetti (Torino, 29 agosto 1924 – Milano, 14 maggio 2019) è stato un dirigente d'azienda italiano, noto per i suoi lunghissimi rapporti di consulenza con la famiglia Agnelli e le relative società del gruppo di famiglia.

## Biografia
Nato a Torino il 29 agosto 1924, il padre era stato prefetto di Sassari e la famiglia era originaria di Murazzano nelle Langhe. Giovanissimo partigiano proprio nelle Langhe, all'età di 22 anni si laurea magna cum laude in giurisprudenza nell'ateneo torinese.
Inizia così a lavorare all'interno della Banca Commerciale Italiana, diventandone nel 1955 il vicedirettore della sede di Torino, e coprendo quella carica per dieci anni, prima di passare dall'attività bancaria a quella d'azienda entrando difatti nell'Olivetti, azienda in cui dice di aver incontrato persone di uno spessore così elevato e unico, come non gli era mai capitato prima nei suoi contatti di lavoro con altre aziende.
Nell'autunno del 1971, a New York, avvenne l'incontro con Gianni Agnelli. Il finanziere stava concludendo il risanamento della Olivetti Corporation of America, di cui teneva le redini da sei anni. L'avvocato rimase colpito da quest'uomo discreto e gli offrì di rientrare in Italia come direttore generale dell'IFI, la holding finanziaria della famiglia. Gabetti accettò e un anno più tardi era amministratore delegato, carica che avviava il lungo sodalizio con la FIAT, di cui sarebbe stato anche vicepresidente dal 1993 al 1999.
Dal 2003 al 2008 è presidente dell'IFIL (poi Exor), e successivamente presidente d'onore della stessa.
La sua competenza in ambito finanziario e industriale e il suo impegno etico e sociale, rivolto al miglioramento delle condizioni di vita e di lavoro del paese, gli valgono la nomina a cavaliere del lavoro il 4 giugno 1982.
Nel 2007, dopo la morte di Gianni Agnelli e Umberto Agnelli, lavora per assicurare la successione del potere a John Elkann, nipote dell'avvocato. Dice di lui: «un ragazzo solido [...] mi rendo conto che è abbastanza eccezionale, non ci sono molti trentenni come lui [...]». Pur precisando che la successione di poltrone non è e non dev'essere di carattere ereditario, dice, riguardo alla creazione della classe dirigente: «da noi la struttura familiare pensa sempre meno a educare. I bambini vengono sovente allevati da baby sitter, le famiglie non si occupano della scuola. Invece devono crederci, partecipare, scegliere gli insegnanti, tampinarli, stare accorti che insegnino davvero. Perché da una scuola carente escono studenti carenti. Non una nuova classe dirigente [...] i giovani rampolli, hanno il difetto di essere ricchi già da giovani. Hanno più tentazioni, troppi soldi in tasca, spesso sono viziati dall'essere figli di papà».
Nel corso degli anni ha ricoperto i ruoli di:
- presidente della Giovanni Agnelli e C. s.a.p.az.
- consigliere di amministrazione di Exor S.p.a.
- consigliere della Fondazione Agnelli
- consigliere della Banca del Piemonte
- presidente del Lingotto Musica
- membro del Comitato esecutivo per le relazioni fra Italia e Stati Uniti
- membro del Life trustee of Museum of Modern Art di New York
- membro del consiglio della Deutsche Bank
- consigliere del Centro Studi Piemontesi

Il 14 maggio 2019 muore a Milano all'età di 94 anni e viene sepolto nel cimitero di Murazzano.

## Vita privata
Si era sposato nel marzo 1961 con Bettina Sichel (1929-2008), una statunitense già madre di una figlia avuta in un precedente matrimonio, Ann Tuteur. Dal loro matrimonio sono nati due figli: Alessandro, sposato con Diomira Mazzolini, figlia del giornalista Rai Salvo Mazzolini, e Cristina, giornalista televisiva che ha lavorato per Mediaset al TG satirico Striscia la notizia e sposata col velista Paolo Martinoni.

## Pubblicazioni
- A New Economic Democracy, Aspen Institute for Humanistic Studies, 1979, 12 pagg.